# 駒林神社 (横浜市)
駒林神社（こまばやしじんじゃ）とは横浜市港北区日吉本町にある神社。日吉台の急勾配の途中に位置する。現在は近隣の天照皇大神（川崎市幸区南加瀬1丁目）の兼務社になっている。
祭神は天満大自在天神・天照大神・応神天皇（誉田別）・十二天神・伊弉諾・妙義山神。毎年10月上旬に秋の祭礼が行われる。

## 沿革
創建年代は不明であるが、明応3年（1494年・室町時代）の文書に当社の前身である「中村天神社」の名があるという。
- 明治15年（1884年）- 菅原道真・天照大神を合祀し、「駒林神社」と改名。
- 大正3年（1914年）- 折からの神社合祀の流れにより、近隣の八幡社・十二天神社・熊野神社・妙義山神社を合併。
- 昭和37年（1962年）- 前年慶應義塾より購入した土地を合わせ、社殿・社務所・境内を整備。
- 昭和38年（1963年）- 江戸城外濠にかつて用いられていた石を申し受け、境内の石垣とする。

## 境内

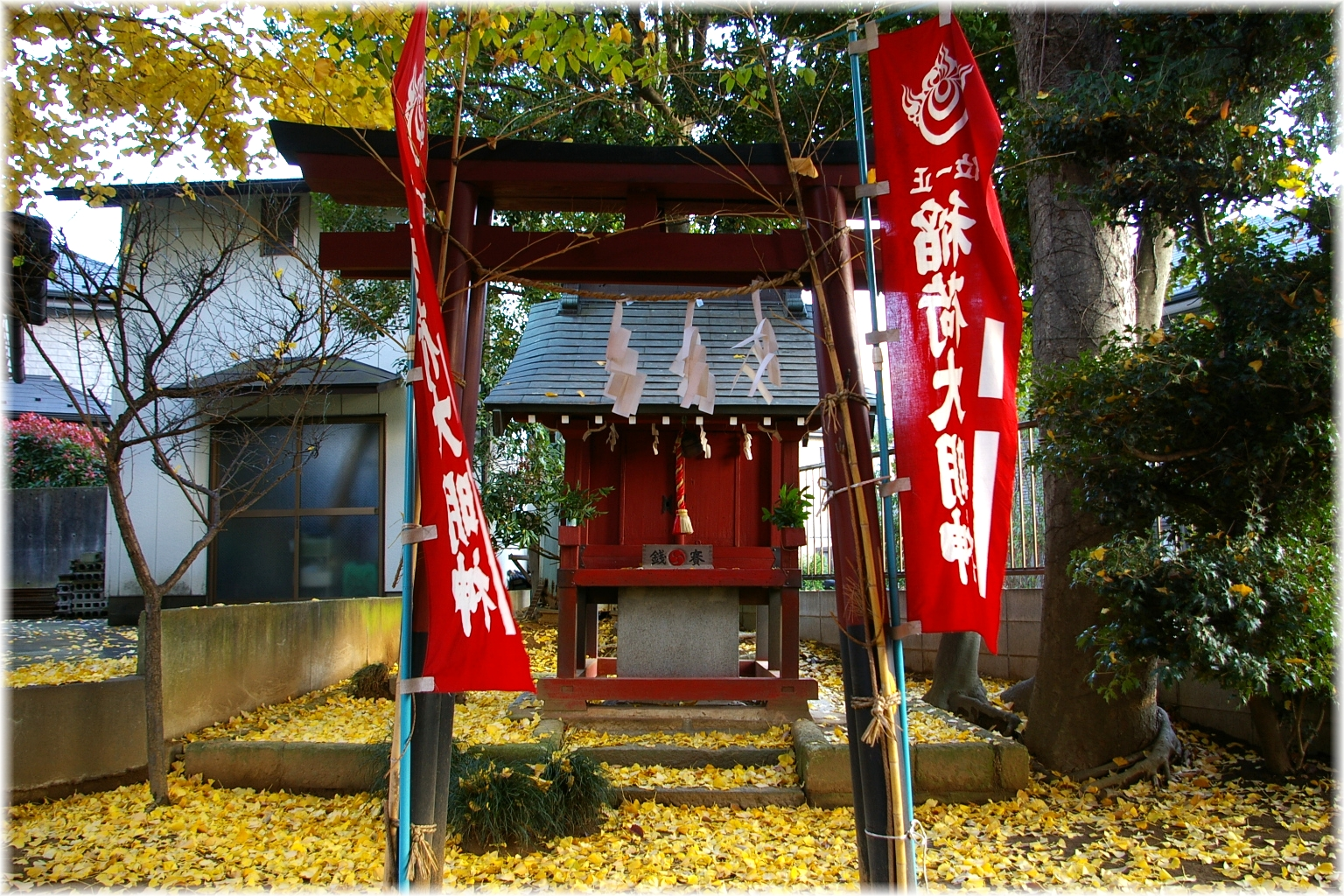
稲荷神社
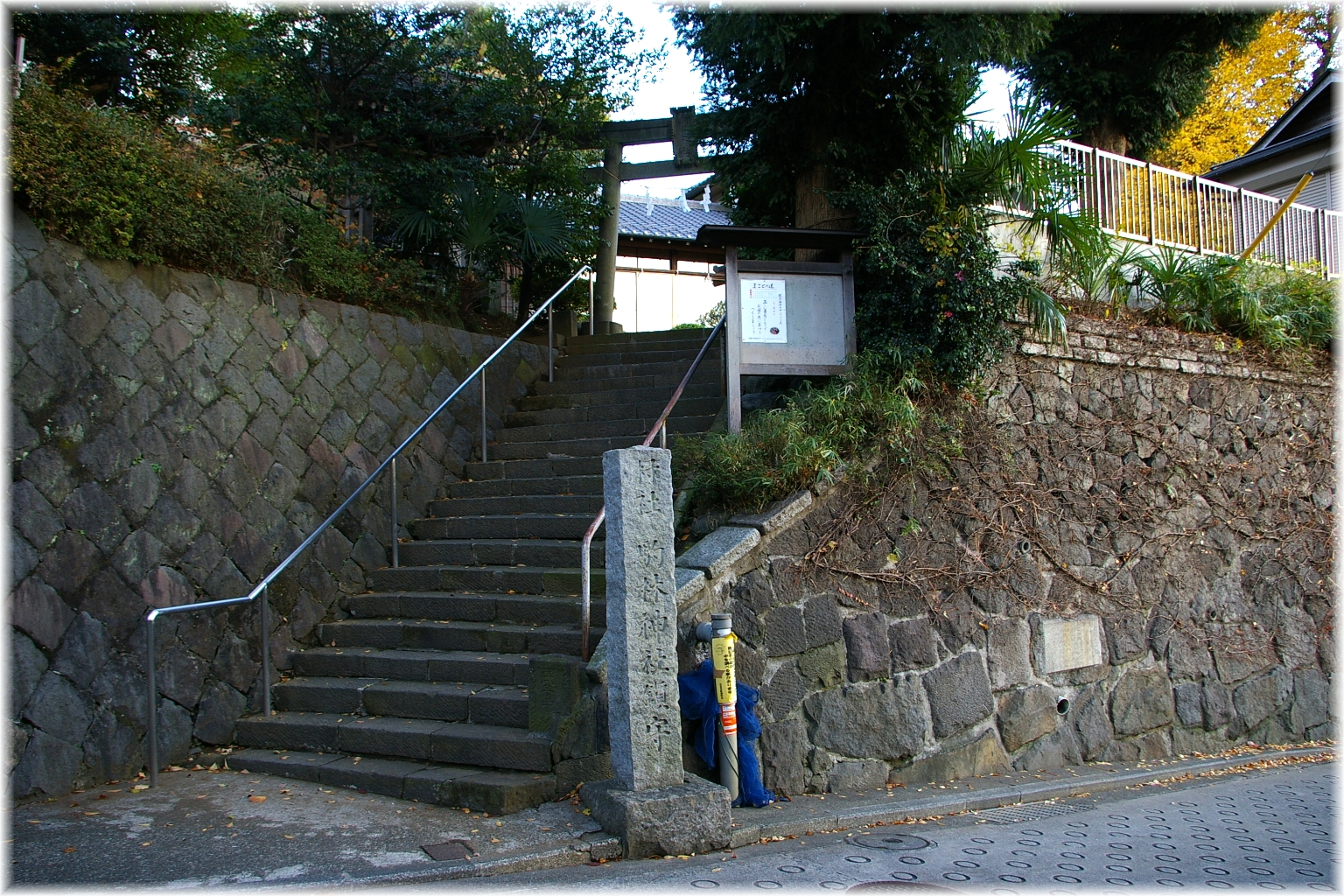
石段
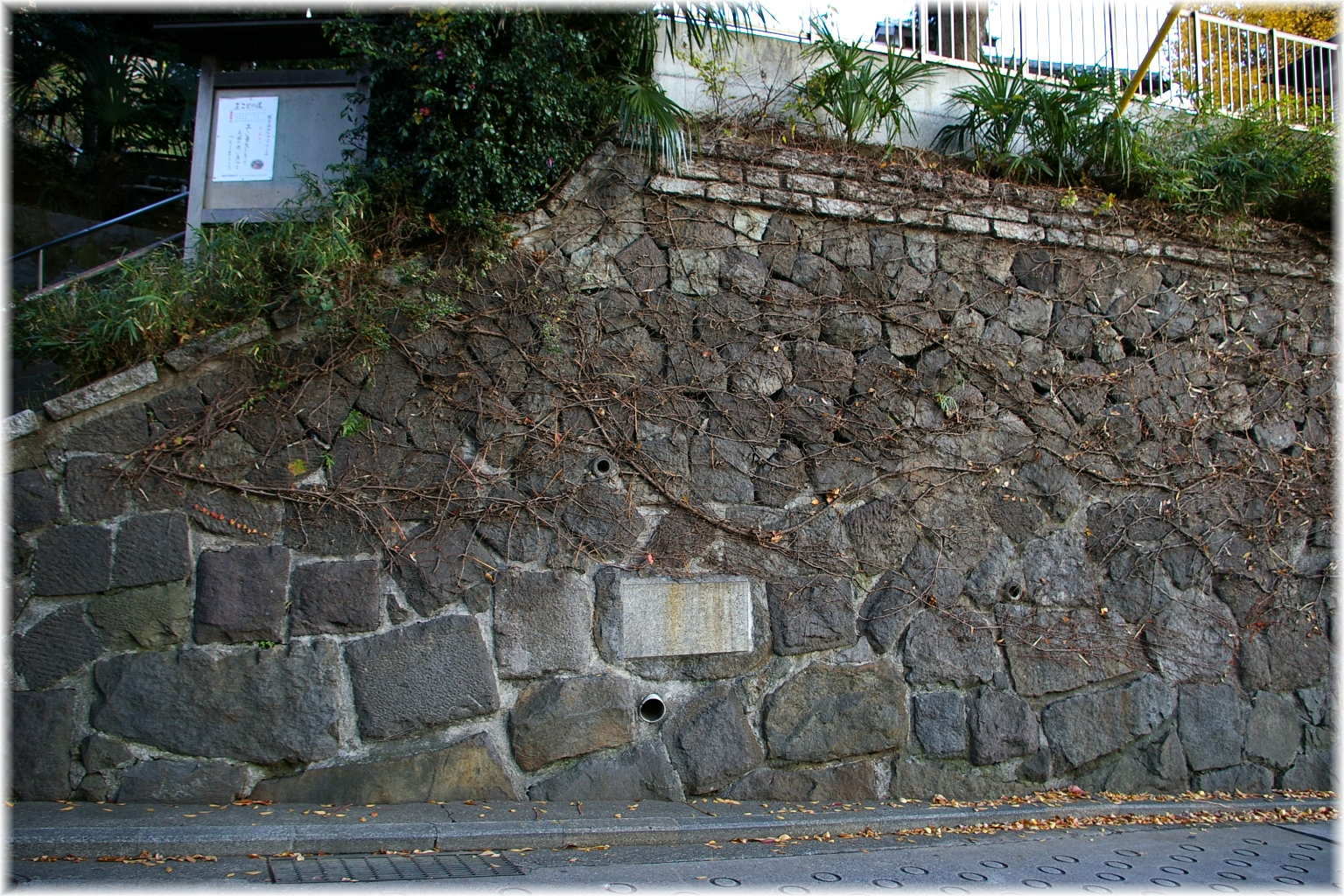
石垣
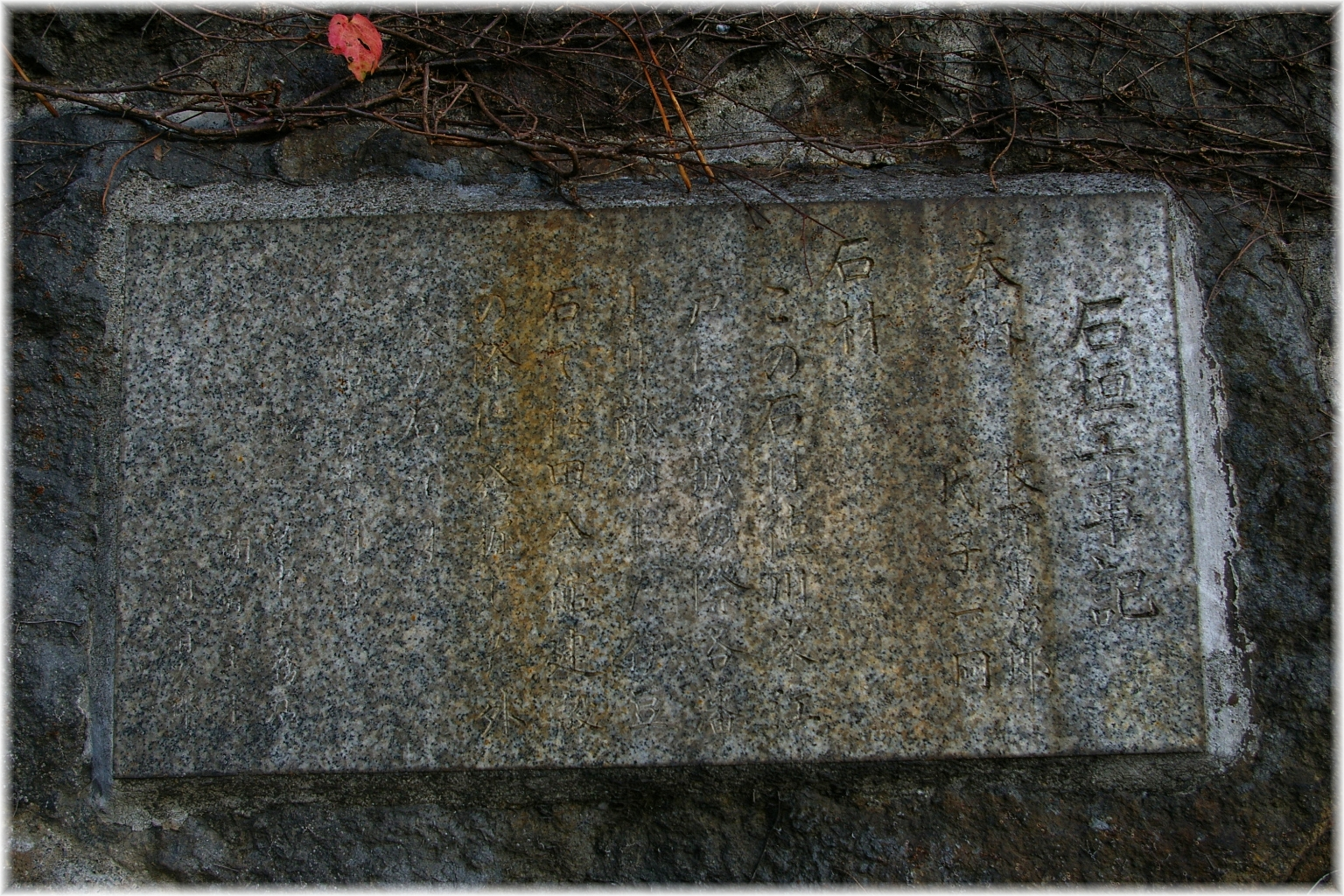
石垣の説明板